# L'Arlésienne (Van Gogh, 1888)
Pour les articles homonymes, voir L'Arlésienne.
L'Arlésienne est une peinture à l'huile sur toile du peintre néerlandais Vincent van Gogh, réalisée en 1888 et conservé au Metropolitan Museum of Art de New York.

## Description
Les couleurs fortes et vives du tableau sont caractéristiques de la période arlésienne du peintre. Il s'agit de l'une des versions du portrait, que Van Gogh a peint à plusieurs reprises. Il représente Madame Ginoux, propriétaire d'un bar à Arles, où l'artiste a souvent passé ses soirées. L'artiste a créé le tableau en une heure seulement, profitant des séances de pose que Madame Ginoux accordait à Gauguin, engagé dans la représentation de la chambre de la dame, de manière à être confronté à une peinture de son ami. Partant du tableau de Gauguin, Vincent en 1890  représente Ginoux une seconde fois, dans une œuvre également appelée L'Arlésienne (Galerie nationale d'Art moderne de Rome).
Le cadrage du tableau est particulier, qui découpe une partie d'un des livres posés sur la table et qui surprend la femme dans une attitude réfléchie mais décisive, comme s'il s'agissait d'une photographie prise à son insu : la dame, en effet, est représentée assise sur une chaise à dossier orange, la tête reposant sur un bras appuyé sur la table, un geste intéressant justement parce qu'il est d'un naturel remarquable. Madame Ginoux porte une écharpe bleue et un bavoir blanc : c'est un vêtement typiquement provençal, qui n'a pas manqué de susciter l'enthousiasme de Vincent.
Impressionnant, dans cette oeuvre, est le contraste chromatique entre les bleus qui composent la Ginoux et le fond, d'un jaune vif et uniforme, distinctif de la période arlésienne du peintre. C'est une référence évidente avec l'art japonais, qui réapparaît également ici dans la simplification notable des formes de Ginoux. Malgré la prédominance absolue du jaune, qui charge le tableau d'une énergie débordante, van Gogh articule habilement la scène en profondeur grâce à l'insertion du demi-cercle vert de la table et à la disposition de la figure en trois quarts.